# Altes Kaufhaus (Koblenz)

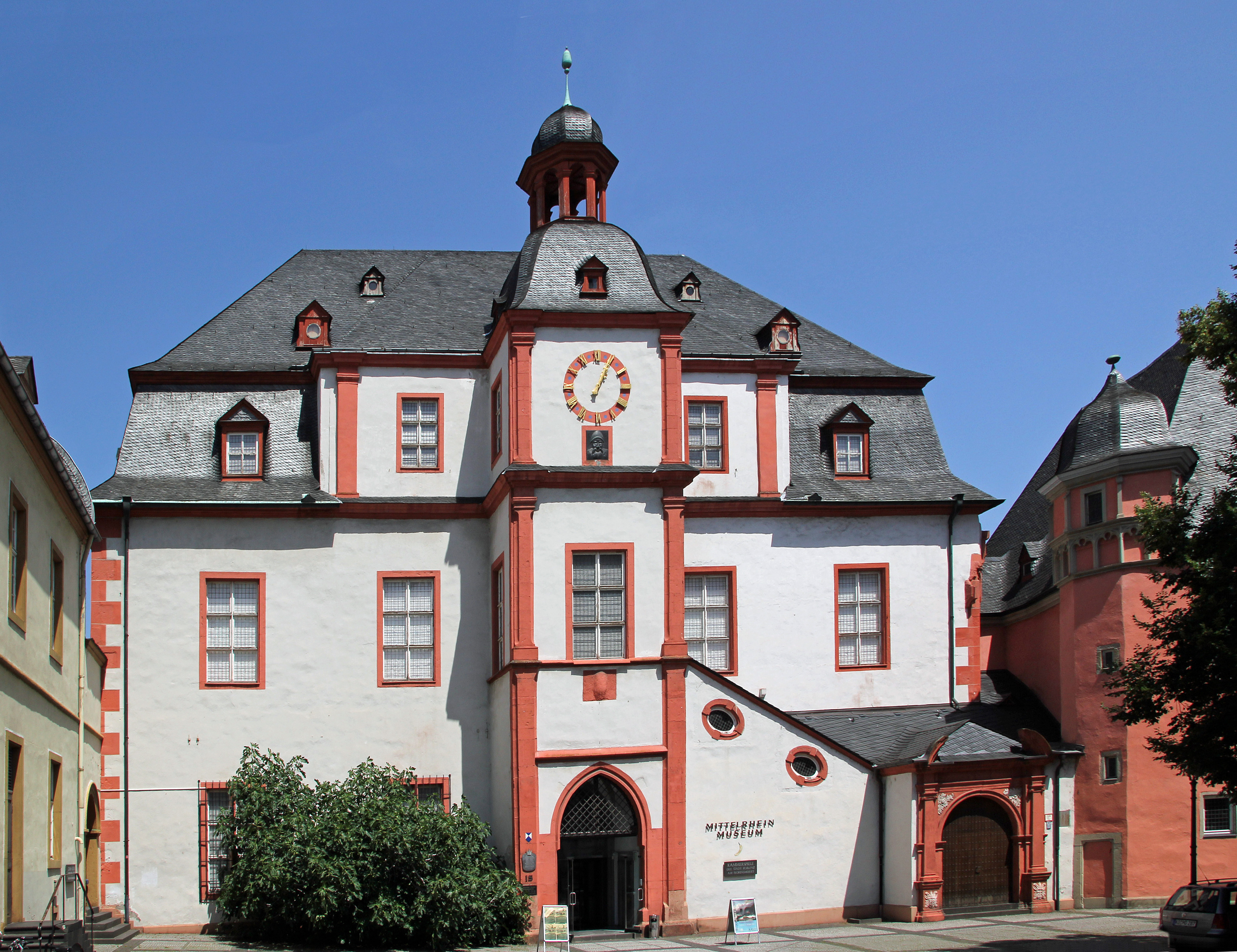
Das Alte Kaufhaus am Florinsmarkt in Koblenz

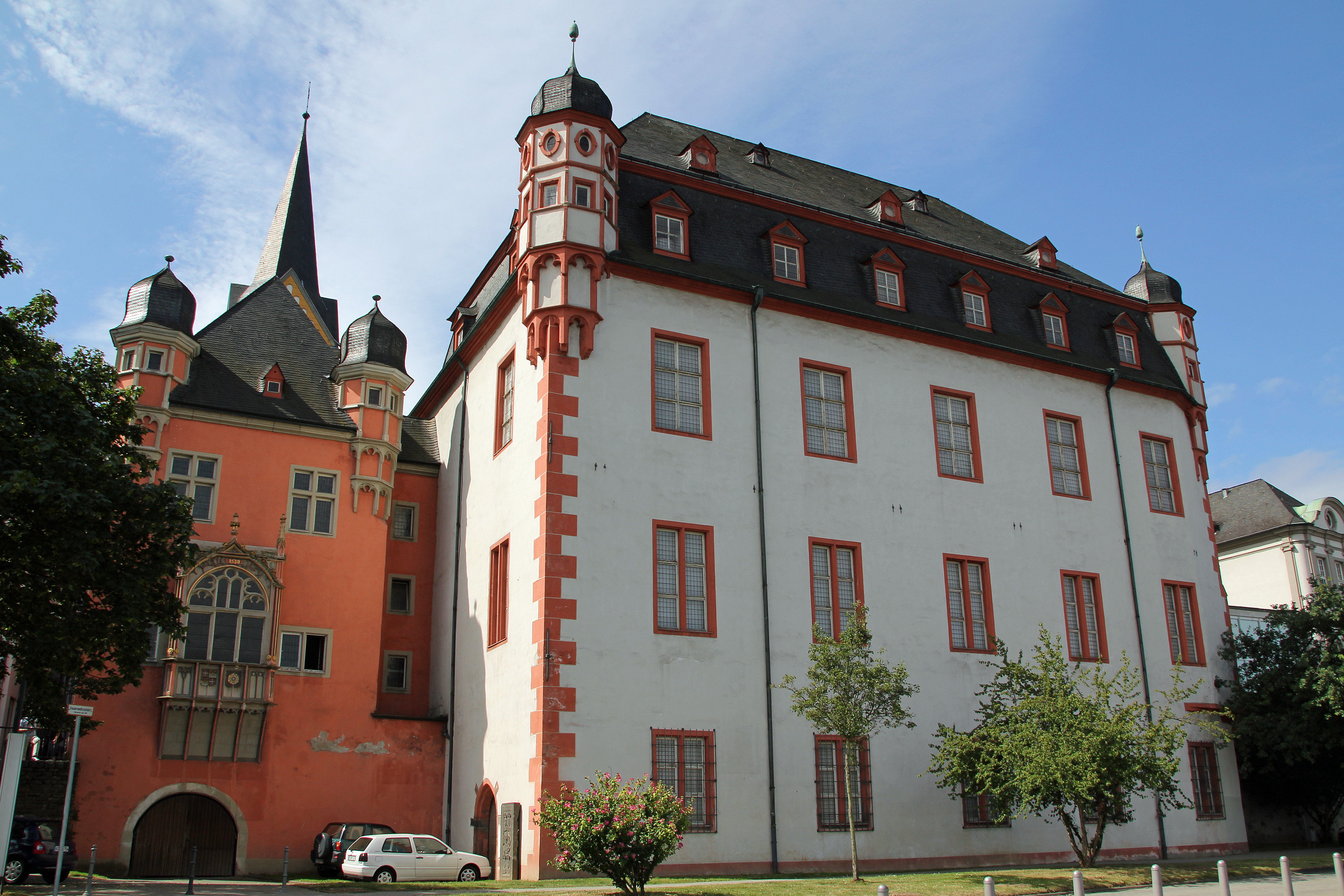
Die Moselseite des Alten Kaufhauses, links das Schöffenhaus

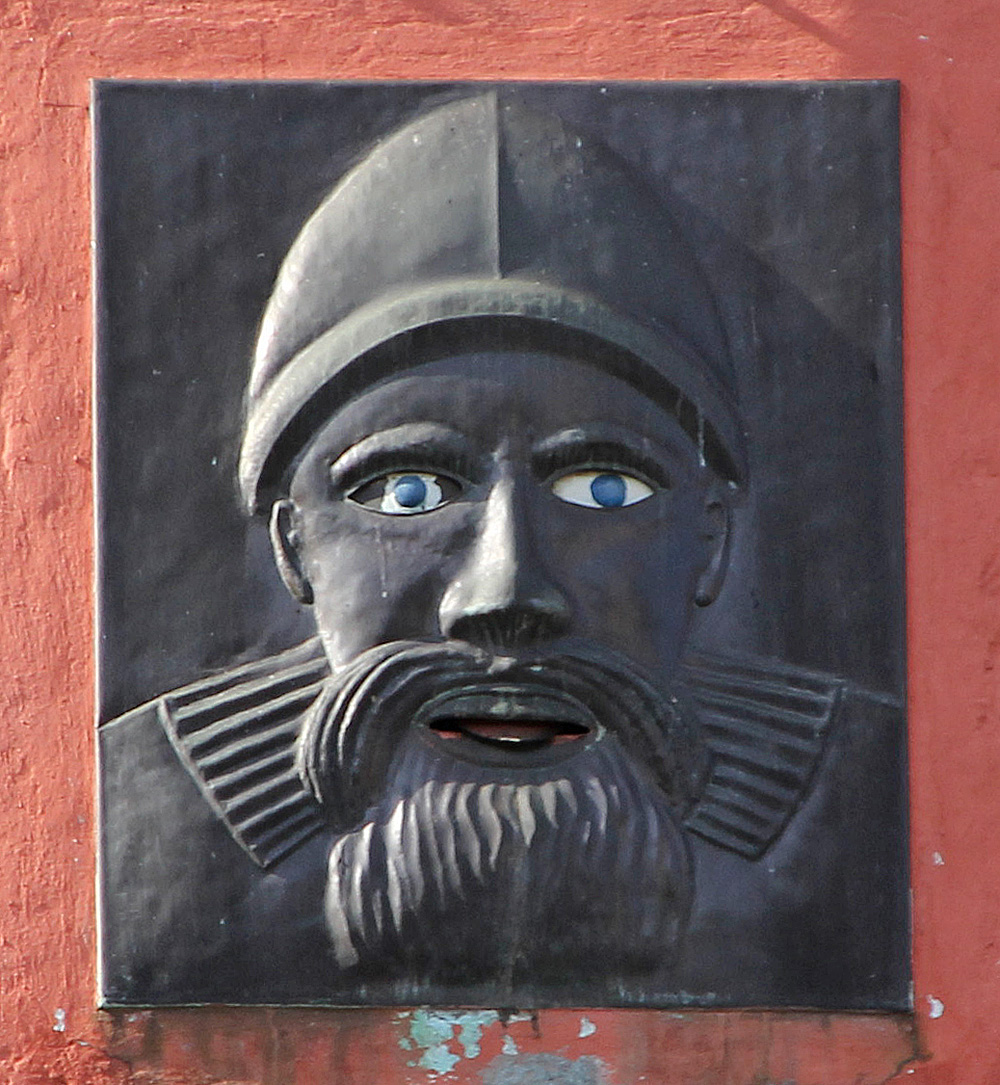
Der Augenroller am Alten Kaufhaus

Das Alte Kaufhaus, auch Altes Kauf- und Tanzhaus genannt, ist ein mittelalterliches Gebäude in der Altstadt von Koblenz. Das von 1419 bis 1425 im spätgotischen Stil erbaute Gebäude erfuhr 1724 einen barocken Umbau und beherbergte von 1965 bis 2013 das Mittelrhein-Museum. Es bildet zusammen mit dem Bürresheimer Hof, dem Schöffenhaus und der Florinskirche ein Ensemble aus vier historischen Gebäuden am Florinsmarkt.

## Geschichte
Das städtische Kauf- und Tanzhaus wurde von 1419 bis 1425 im Stil der Spätgotik errichtet. Es war das einzige Gebäude, das über die mittelalterliche Stadtmauer zur Mosel hinausragte. Nach einem ersten größeren Umbau 1476 zog von 1674 bis 1794 im Obergeschoss das Rathaus von Koblenz ein. Das Erdgeschoss und die Gewölbekeller wurden noch bis 1866 als Stapel- und Lagerhaus genutzt.
Ein erneuter völliger Umbau erfolgte 1675, dabei wurde auch ein erster Uhrenturm errichtet. Das Gebäude wurde bei dem verheerenden Bombardement während der Belagerung der Stadt Koblenz 1688 durch französische Truppen im Pfälzischen Erbfolgekrieg schwer beschädigt. Mit erheblichen Veränderungen wurde es 1724 nach Plänen des kurtrierischen Hofbaumeisters Johann Georg Judas und unter Mitwirken des Hofbaumeisters Philipp Honorius von Ravensteyn im Stil des Barocks wieder aufgebaut. Dabei wurde auch der Augenroller, in Erinnerung an den 1536 auf dem Plan hingerichteten Raubritter Johann Lutter von Kobern, am Mittelturm angebracht. Dieser Ritter soll der Sage nach kurz vor seiner Hinrichtung mit den Augen gerollt und die Zunge herausgestreckt haben.
Im Jahr 1871 zog die städtische Gewerbeschule, ein Vorläufer des Eichendorff-Gymnasiums, vom Krämerzunfthaus ins Alte Kaufhaus um und blieb hier bis 1907. Ab 1908 wurde die Sammlung des Kunstgewerbe- und Altertumsvereins, eines Vorläufers des städtischen Museums im Kurfürstlichen Schloss, im Erdgeschoss untergebracht.

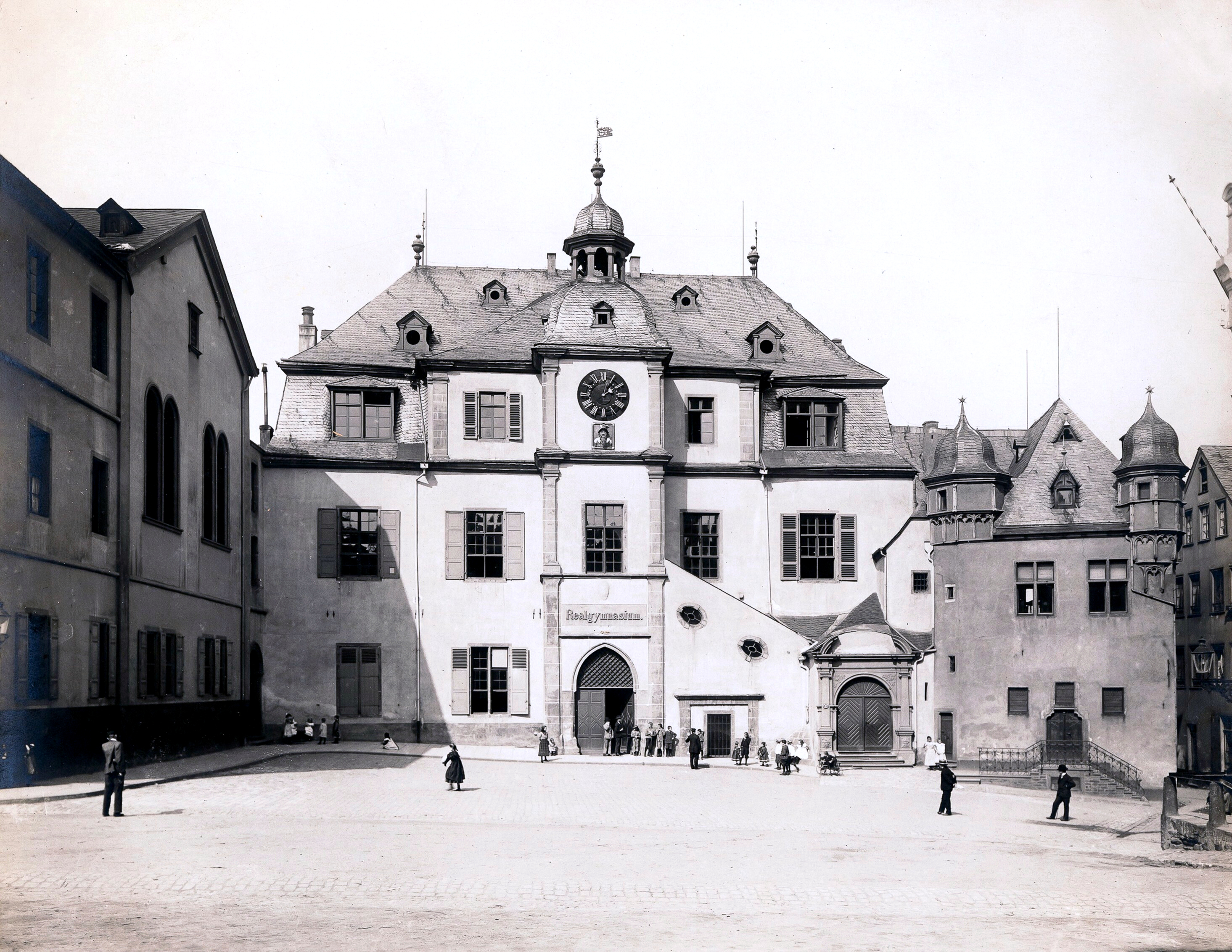
Florinsmarkt, 1903

Bei den Luftangriffen auf Koblenz wurde das Gebäude mit dem Gewölbekeller am 6. November 1944 zerstört, es brannte bis auf die Mauern nieder. Der Wiederaufbau erfolgte von 1961 bis 1965 nach Plänen des Trierer Baurats Heinrich Otto Vogel (1898–1994) mit einer veränderten Innenraumeinteilung. Nach der Einweihung am 3. September 1965 zog das Mittelrhein-Museum in das Gebäude ein. Da das Alte Kaufhaus nie genügend Platz für das Museum bieten konnte, wurden die Platzprobleme 2013 mit dem Umzug ins neuerbaute Forum Confluentes gelöst. Im gleichen Jahr verkaufte die Stadt Koblenz das Alte Kaufhaus gemeinsam mit dem Bürresheimer Hof, dem Dreikönigenhaus und dem Schöffenhaus an einen Privatinvestor (ISSOflorinsmarkt GmbH & Co. KG), der die Gebäude sanieren und dann ein hochschulnahes Institut unterbringen will.

## Bau
Der rechteckige, traufständige Bau besitzt fünf, an der Schmalseite drei Achsen. Die zum Florinsmarkt blickende Seite ist zweigeschossig, die Moselseite ist wegen des stark abfallenden Geländes dreistöckig. An der Moselseite hat sich der wehrhafte Charakter des im Kern spätgotischen Gebäudes in Form von zwei polygonalen Erkertürmchen mit Maßwerkverzierungen und Glockendachabschlüssen erhalten. Das Äußere des Gebäudes, vor allem am Florinsmarkt, ist durch den barocken Umbau von 1724 geprägt. Hier befindet sich der dreistöckige, in der Symmetrieachse angelegte Mittelturm mit Uhr samt Glockendach und Laterne. Unter der Uhr befindet sich ein wiederhergestelltes Kopfrelief des Augenrollers, ein angebliches Bildnis des Raubritters Johann Lutter von Kobern, mit beweglichen Augen und Zunge. Das Mansardenwalmdach ist auf der Seite am Florinsmarkt mit Dachgauben geschmückt, an der Moselseite mit breiten, flachen Zwerchgiebeln ausgestattet. Das stattliche, mittige Portal führt in die neue, früher spätgotische Halle im Erdgeschoss. Von hier führt die einstige Freitreppe ins Obergeschoss. Daneben befindet sich ein ergänzend vor die rechte Außenachse gesetztes fein durchgestaltetes Pilasterportal. Der Keller hat fünf rekonstruierte Kreuzgratgewölbe, die im Süden auf der römisch-fränkischen Stadtmauer aufsitzen.

## Denkmalschutz
Das Alte Kaufhaus ist ein geschütztes Kulturdenkmal nach dem Denkmalschutzgesetz (DSchG) und in der Denkmalliste des Landes Rheinland-Pfalz eingetragen. Es liegt in der Denkmalzone Altstadt.
Seit 2002 ist das Alte Kaufhaus Teil des UNESCO-Welterbes Oberes Mittelrheintal. Des Weiteren ist es ein geschütztes Kulturgut nach der Haager Konvention und mit dem blau-weißen Schutzzeichen gekennzeichnet.